# Mycoplasma corogypsi
Mycoplasma corogypsi è una specie di batterio appartenente alla famiglia delle Mycoplasmataceae.